# Ardisia cardenasii
Ardisia cardenasii är en viveväxtart som beskrevs av J.J. Pipoly. Ardisia cardenasii ingår i släktet Ardisia och familjen viveväxter. Inga underarter finns listade i Catalogue of Life.